# Der Weg, der zur Verdammnis führt
Der Weg, der zur Verdammnis führt ist ein deutsches Stummfilmdrama von Otto Rippert. Nach Vorliegen der Fortsetzung Hyänen der Lust wurde der Filmtitel in Vorschauen und Filmverzeichnissen mit Teil 1 und Das Schicksal der Änne Wolter ergänzt. Der Film gilt als einer der wichtigsten und bekanntesten Produktionen im Rahmen der Aufklärungs- und Sittenfilme, die vor allem in der filmzensurlosen Umbruchszeit 1918/1919 entstanden. Rippert war neben Richard Oswald der bekannteste und wichtigste Vertreter dieses Genres.

## Handlung
Die Produktion, „einem typischen Exemplar für das kurz nach Ende des 1. Weltkriegs populäre[n] Genre des Sitten- und Aufklärungsfilms“, versteht sich vor allem als Warnung vor den Gefahren des Mädchenhandels, einem beliebten deutschen und dänischen Filmthema der 1910er und 1920er Jahre. Im Mittelpunkt der Geschichte steht die junge Aenne Wolter. Sie stammt vom Lande, wo die Welt noch in Ordnung scheint, gerät aber durch Leichtsinn auf die schiefe Bahn, als sie die heimatliche Idylle verlässt, um in der Großstadt, der „großen, weiten Welt“ das Abenteuer, das angeblich „wahre Leben“ zu suchen. Sie wird verführt und verschleppt und gerät in den Sumpf der Bordelle und Prostitution. Ihren Leidensweg muss auch die etwa gleichaltrige Grete Kröning teilen, die ebenfalls in die Hände skrupelloser Schlepper und Mädchenhändler, angeführt von einem gewissen Ignatz Czyslow, gerät und in einem Freudenhaus landet, wo eine Kupplerin die ahnungslosen Frauen an zahlungswillige Kundschaft weiterreicht.

## Produktionsnotizen
Der Weg, der zur Verdammnis führt, 1. Teil. Das Schicksal der Änne Wolter entstand im Sommer 1918, in den letzten Wochen des Ersten Weltkriegs, passierte die Zensur im September und erlebte seine Uraufführung im November desselben Jahres in Berlins Prinzesstheater. Im Januar 1919 lief der Film auch in Österreich an. Die Länge des Fünfakters betrug 1985 Meter, nach der Wiedereinführung der Zensur mussten diverse Schnitte durchgeführt werden, die den Streifen auf 1826 Meter verkürzten. Die Geschichte wurde mit Der Weg, der zur Verdammnis führt, 2. Teil. Hyänen der Lust fortgesetzt.
Charlotte Böcklin in der Titelrolle der Aenne Wolter gab hier ihr Filmdebüt.

## Kritiken
Die Filmwelt schrieb: „Der interessante, spannende Rahmen, in welchem das heikle Thema des Mädchenhandels gekleidet ist, hebt diesen Aufklärungsfilm weit über das Niveau der Tendenzstücke, mit welchen wir in letzter Zeit allzu reichlich bedacht worden sind.“
Das Deutsche Volksblatt meinte: „Unter den Darstellern verdient Charlotte Böcklin, die Trägerin der Hauptrolle, uneingeschränktes Lob. Ausgezeichnet ist die Regie des Herrn Otto Rippert, glänzend sind die Aufnahmen durch Karl [sic!] Hoffmann. Der hochinteressante Film verdient … als erstklassiges Produkt deutscher Kinoindustrie bedeutende Beachtung.“
Die Salzburger Wacht befand: „Der Mädchenhandel mit all seinen Schrecknissen ist in einer Weise geschildert, wie es interessanter, spannender, ungeschminkter noch nie in Wort, Schrift oder Bild geschildert wurde.“